# Herman James Good
Herman James Good (South Bathurst, 29 novembre 1887 – Bathurst, 18 aprile 1969) è stato un militare canadese, insignito della Victoria Cross nel corso della prima guerra mondiale.

## Biografia
Nacque il 29 novembre 1887 a South Bathurst, New Brunswick, Canada. Era uno dei quattordici figli di Walter e e di Rebecca Good. Studiò alla scuola pubblica locale e poi lavorò nella locale industria del legname.
Il 29 giugno 1915, in piena prima guerra mondiale, si arruolò nella Canadian Expeditionary Force (CEF) a Sussex, nel New Brunswick. Si imbarcò per l'Inghilterra alla fine di ottobre 1915 arrivandovi mese successivo per essere assegnato al 2º Battaglione pionieri in servizio sul fronte occidentale.
Nell'aprile 1916 si trasferì al 13º battaglione (Royal Highlanders of Canada), 3ª Brigata, 1ª Divisione canadese. Due mesi dopo ricevette delle ferite da arma da fuoco alle natiche che richiesero sei settimane di cure prima che potesse tornare nella sua unità. Rimase sotto shock per lo scoppio di una bomba all'inizio di ottobre e fu sottoposto a dalle cure per le settimane successive. Ritornò al 13 ° Battaglione all'inizio del 1917, venendo promosso caporale ad interim a metà dell'anno, dopo un ulteriore periodo in ospedale con una parotite. Divenne caporale a titolo definitivo entro la fine dell'anno. Nel maggio 1918 fu promosso caporale maggiore.
L'8 agosto 1918, giorno di apertura della battaglia di Amiens e inizio dell'offensiva dei cento giorni, la 3ª Brigata, accompagnata da un battaglione di carri armati, si trovava in prima linea nell'avanzata della 1ª Divisione. Il 13º Battaglione aveva occupato il villaggio di Aubercourt, ma fu bloccato da postazioni di mitragliatrici nelle vicinanze di Hangard Wood. A capo della sua compagnia, attaccò le mitragliatrici e le mise fuori combattimento. Più tardi nel corso della giornata individuò una batteria di cannoni da campo e guidò un gruppo di uomini nella loro cattura. Il suo battaglione riuscì a raggiungere il suo obiettivo e consolidare le sue posizioni. Per le sue azioni dell'8 agosto 1918 fu insignito della Victoria Cross.
Il mese successivo fu promosso sergente ad interim (lance sergeant). Ricevette la Victoria Cross da re GiorgioV in una cerimonia tenutasi a Buckingham Palace il 29 marzo 1919. Poco dopo egli tornò in Canada a bordo del transatlantico Olympic. Fu formalmente congedato dal CEF il 26 aprile 1919.
Ritornò a lavorare nell'industria del legname. In seguito divenne guardiacaccia, guardiapesca, e vigile del fuoco del distretto prestando servizio in questa veste per 20 anni. Sposò Martha Moore ed ebbe tre figli.  Andato in pensione visse a Bathurst, dove il 13 aprile 1969 fu colpito da un ictus. Morì cinque giorni dopo, il 18 aprile. Dopo un servizio funebre presso la chiesa di San Giorgio, fu sepolto con gli onori militari nel cimitero di St. Alban a Bathurst. Gli sopravvissero due figli; sua moglie era morta prima di lui di diversi anni, così come un terzo figlio.
La sua Victoria Cross e le sue medaglie andarono dapprima al figlio Frank, e poi furono vendute ed ora sono ora esposte al Canadian War Museum, che le ha acquistate nel dicembre 2013.

### Annotazioni
1. ↑  Catturò tre cannoni e i loro serventi.

### Fonti
1. 1 2 3 4 5 6  Victoria Cross online.
2. 1 2 3 4 5 6 7 8  Canada.
3. 1 2 3 4 5  Gliddon 2014, p. 19.
4. ↑  Gliddon 2014, pp. 15-17.
5. 1 2  Gliddon 2014, p. 20.
6. ↑  (EN) Canadian War Museum Acquires Victoria Cross From the Last Days of the First World War, Canadian War Museum, 10 dicembre 2013. URL consultato il 7 maggio 2018.
7. ↑  (EN) The London Gazette (PDF), n. 30922, 27 September 1918.